# 12575 Пальмаріа
12575 Пальмаріа (12575 Palmaria) — астероїд головного поясу, відкритий 4 вересня 1999 року.
Тіссеранів параметр щодо Юпітера — 3,590.